# Antoni Coderch
Antoni Coderch   (Olot, 1770 - Lleida, 1836) fou un destacat organista i compositor català.
Es considera que probablement va ser escolà de Montserrat entre 1780 i 1786, període durant el qual  es formà sota l'ensenyament d'Anselm Viola i Narcís Casanoves. Posteriorment, esdevingué un organista de reconegut prestigi a La Seu d'Urgell.
El 1804 es presentà a les oposicions al magisteri de la capella de la catedral de Girona, i el 1816 ho provà a les oposicions d'orgue, sense aconseguir èxit en cap de les dues convocatòries A l'abadia de Montserrat es conserven les seves obres Psalmòdia, Simfonia i Rondó.